# Peter Østbye (philologue)
Pour les articles homonymes, voir Peter Østbye.
Peter Nielsen Østbye, né le 20 février 1855 à Nittedal et mort le 2 février 1943, était un philologue et traducteur norvégien ayant traduit du grec ancien au norvégien. Il est principalement connu pour ses traductions des épopées d'Homère, l’Iliade et l’Odyssée. Il était également connu en tant que professeur de langues classiques et militant pour l'apprentissage du latin à l'école. Il est recteur à Fredrikstad entre 1894 et 1910 et à Drammen entre 1910 et 1926.

## Biographie et carrière
Østbye est originaire d'une famille de paysans de Nittedal ; durant son enfance, il déménage à Skien, où il étudie à l'école latine. En 1873, il obtient son Examen artium avec la mention honorifique laudabilis præ cæteris. Après cela, il étudie à la Grande école de technique en Allemagne, mais se résigne et passe un diplôme de philologie classique en 1881. En 1887, il gagne la médaille d'or du H.K.H. Kronprinsens pour sa thèse Om Plan og Komposition i Thukydids græske Historie (« Plan et composition des histoires grecques de Thucydide »). La même année, il reçoit une bourse pour ses études en philologie classique, et écrit une thèse élémentaire en allemand intitulée Die Zahl der Bürger von Athen im 5. Jahrhundert (« Le nombre d'habitants d'Athènes au Ve siècle »).
Au lieu d'effectuer une carrière scientifique, Østbye choisit de se lancer dans l'enseignement. En 1894, il est embauché en tant que directeur, puis devient 1898 recteur à la høiere almenskole de Fredrikstad (no). En 1910, il est devient recteur à l'école latine de Drammens jusqu'à sa retraite, qu'il prend en 1926. Il était également membre de la Undervisningsrådet (no) durant 15 ans. Il était décrit comme un professeur calme et agréable, et comme un bon recteur.

Bien qu'Østbye publie une traduction d'Œdipe à Colone de Sophocle en 1891, il effectue la plupart de ses traductions du grec ancien au norvégien durant les dernières décennies de sa vie. Lorsqu'il publie la traduction de l'Iliade en 1920, il a déjà 65 ans. Il écrit également des articles sur l'évolution des écoles norvégiennes dans la presse allemande.

## Hommages
En 1927 est publié le Festschrift Tidskifte en hommage à Østbye et à quatre de ses collègues. La rue Rektor Østbye de Fredrikstad  et la rue Peter Østbye de Drammen sont nommées en son hommage.

## Traductions
Parmi ses principales traductions figurent :
- Œdipe à Colone de Sophocle en 1891;
- L'Iliade d'Homère en 1920;
- L'Odyssée d'Homère en 1922;
- Œdipe roi de Sophocle en 1924;
- Antigone de Sophocle en 1924;
- Électre de Sophocle en 1924;
- Orestie de Eschyle en 1926;
- Médée d'Euripide en 1928;
- Iphigénie à Aulis d'Euripide en 1928;
- Iphigénie en Tauride d'Euripide en 1928;
- Hippolyte d'Euripide en 1928;
- Les Bacchantes d'Euripide en 1928.